# Film Critics Circle of Australia
Der Film Critics Circle of Australia („FCCA“) ist eine Gruppe Filmkritiker, die australische Filme auszeichnen. Diese Film Critics Circle of Australia Awards werden seit 1998 jährlich in verschiedenen Kategorien verliehen.
Ziele sind
- „Unabhängigkeit und Exzellenz in der Kunst der Filmkritik zu fördern“
- „Die Entwicklung von australischem und internationalem Film zu unterstützen“
- „Herausragende Leistungen des australischen Films durch jährliche Preisverleihungen zu würdigen“

Der FCCA ist Mitglied im Fédération Internationale de la Presse Cinématographique („FIPRESCI“) und Non-Profit tätig.